# Louvil
Louvil é uma comuna francesa na região administrativa de Altos da França, no departamento do Norte. Estende-se por uma área de 2.5 km². Em 2010 a comuna tinha 858 habitantes (densidade: 343,2 hab./km²).